# Shep Shepherd

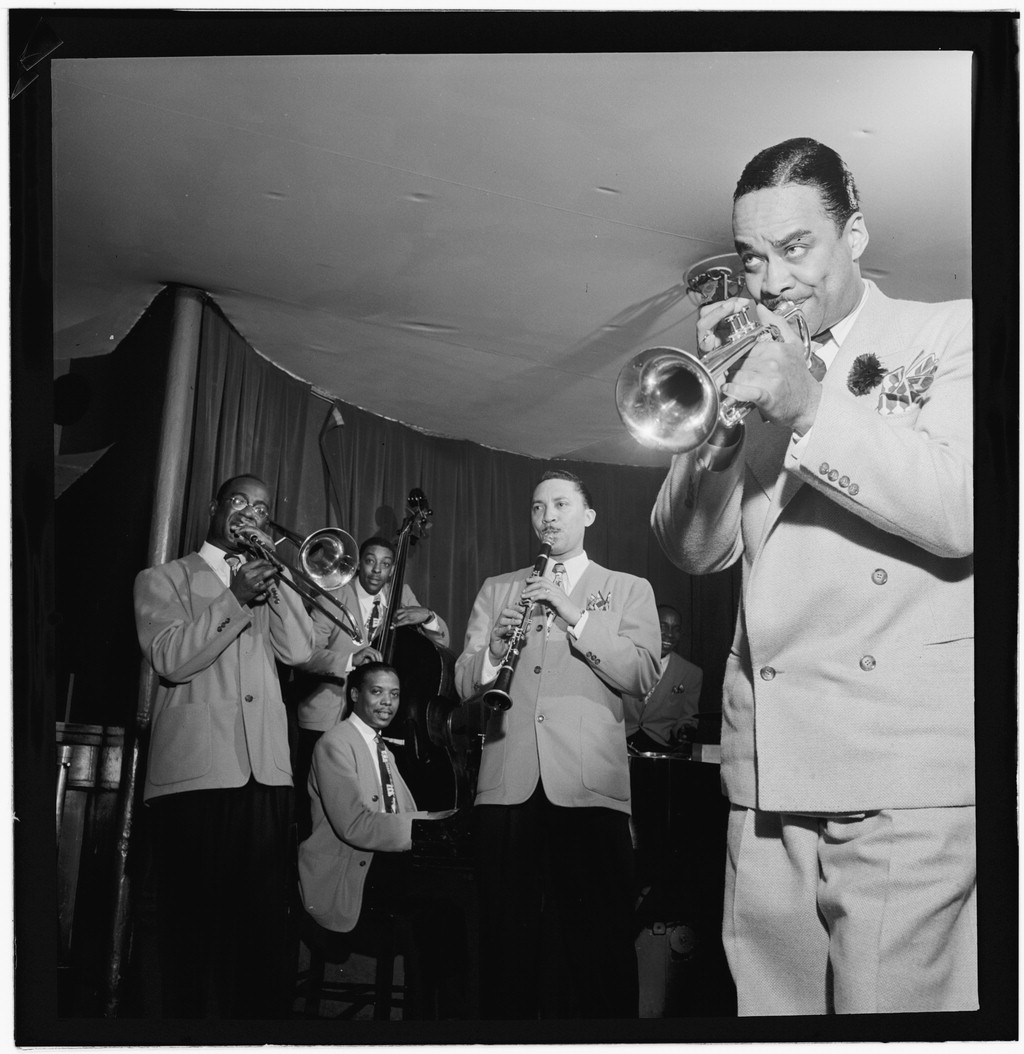
Foto de los jazzistas Buck Clayton (derecha) con Ted Kelly, Kenny Kersey, Benny Fonville, (Scoville) Toby Browne y Shep Shepherd en Café Society, Nueva York, fotografía de William P. Gottlieb junio de 1947.

Berisford "Shep" Shepherd (19 de enero de 1917 - 25 de noviembre de 2018) es un músico de jazz estadounidense.

## Primeros años
Los padres de Shepherd eran de las Indias occidentales. Su padre aceptó un trabajo en el Canal de Panamá , y envió a su esposa embarazada a Filadelfia; Shep Shepherd nació durante ese viaje, mientras ella estaba  en Honduras, y a pesar de su tener un trasfondo del Caribe, creció en un barrio predominantemente judío en la ciudad de Filadelfia.
Shepherd se interesó en la música desde muy joven, en particular de los instrumentos de percusión, y podía leer partituras para batería a los 14 años de edad; cuando comenzó a aceptar presentaciones pagadas. La música no era su único objetivo: asistió a una escuela vocacional donde se formó como un como asistir a un colegio profesional, se formó como carpintero de gabinetes. Como músico itinerante, se afirma que llevaba consigo sus herramientas y una caña de pescar además de sus instrumentos.
Entre 1932 y 1941, Shepherd trabajó en Filadelfia para el líder de banda Jimmy Gorham.

## Nueva York
En 1941, Benny Carter se puso en contacto con Shepherd después de escucharlo tocar y, como resultado, Shepherd comenzó a trabajar con Carter y eventualmente se mudó a la ciudad de Nueva York. Shepherd también trabajó con Artie Shaw en 1941. Debido a las regulaciones del sindicato de músicos, a Shepherd no se le permitía aceptar un trabajo estable, por lo que debía aceptar trabajos ocasionales, tocando en distintos establecimientos de noche en noche. Así como muchos otros músicos de jazz de la época, Shepherd obtenía ingresos económicos de varias fuentes, incluyendo un trabajo como copista de música y músico acompañante en diferentes grabaciones. Como músico de sesión era versátil, ya que tocaba no sólo la batería, sino también el vibráfono y la marimba, y se hizo buena fama por su buen trabajo en equipo, apoyando al grupo con sus habilidades y sin intentar ser el centro de atención. La demanda por su trabajo de copista fue tanta, que se acuñó la frase "Get Shep" ("Busca a Shep") en el microcosmos del jazz neoyorkino.

## Ejército
Shepherd sirvió cuatro años en el Ejército de Estados Unidos, componiendo, arreglando y dirigiendo música vocal, así como la interpretación del trombón en las bandas militares. Poco después de su descarga, fue contratado por Cab Calloway para reemplazar a un baterista que nose había presentado. Shepherd trabajó para Calloway por un año, después del cual fue reemplazado porque Calloway necesitaba de un "baterista de show", aunque siguió usando a Shepherd como arreglista.
En 1952, Shepherd comenzó a trabajar en el grupo de Bill Doggett. En 1956, Shepherd ayudó a Doggett a escribir su canción insignia, Honky Tonk.

## Edad adulta
Al salir del grupo de Doggett en 1959, Shepherd ha trabajado intensamente en musicales de Broadway y otras producciones teatrales como un artista intérprete o ejecutante. Shepherd fue el baterista local en el Finocchio's Club que fue, desde de la década de 1930, un club con fama nacional ubicado en San Francisco debido a su espectáculo de travestis, hombres en drag , actos al estilo Vodevil y ocasionales danzas del vientre.
Más tarde en su carrera, Shepherd cambió su enfoque principal de batería al trombón, afirmando que era más fácil de transportar. En 1995, él y Arte Harris formaron el grupo "Blues Fusible", en el que Harris interpretaba los vocales y el órgano Hammond y Robert Labbe tocaba la batería. Ellos se presentaron regularmente en San Francisco y publicaron un CD.
Otros músicos que han trabajado junto a Shepherd incluyen a Patti Page, Lionel Hampton, Lena Horne, The Ward Singers, Earl Bostic, Buck Clayton, y Odetta. Shepherd también ha aparecido en varios comerciales de televisión.
Shep Shepherd aparece en La Enciclopedia Biográfica del Jazz y Quién es Quién Entre los Afro-Americanos. Es pariente del activista John Francis.
Shepherd cumplió 100 años en enero de 2017. El 26 de abril de 2017, participó en una sesión de preguntas y respuestas en el agregador de noticias Reddit.